# Hattusili I
Hattusili I  fue el primer rey de Hatti claramente atestiguado en los documentos que nos han llegado  que gobernó entre 1586 a. C. y 1556 a. C. Su nombre original pudo haber sido Labarna.

## Biografía
Inició su carrera en la ciudad de Kussara, conservando de hecho el título de «hombre de Kussara» durante todo su reinado, pero pronto trasladó la capital del imperio a Hattusa, convirtiendo a esta en la ciudad más importante de los hititas, en detrimento de Nesa. Desde Hattusa logró unificar todos los reinos hititas, entre los que destacaba Sanahuitta, posiblemente un núcleo de nobles hititas rebeldes desde tiempos del abuelo de Hattusili, Labarna.
Esta reunificación de los distintos núcleos de poder hititas permitió a Hattušili lanzar una serie de campañas militares, descritas en los Anales de Hattusili, contra los territorios vecinos. Fue capaz de arrasar la importante ciudad de Alalakh, en Siria, durante su primera expedición a esta región; expedición, que, sin embargo, no arrojó frutos permanentes debido al poder del reino hegemónico en esa zona, Alepo. La expedición a Siria fue seguida, al año siguiente, de otra a Arzawa, en la Anatolia occidental, donde parece que los hititas se conformaron con saquear las poblaciones ahí existentes; sin embargo, una invasión de los hurritas obligó a Hattusili a volver a reconquistar gran parte del territorio hitita antes de lanzarse contra las ciudades sirias, en una venganza, en la que destruyó importantes ciudades como Zaruna, Zippasna o Hahha antes de retornar a Hattusa.
El resto de las campañas en Siria y Anatolia de Hattusili están peor documentadas, al no estar cubiertas por sus anales. Sin embargo, se sabe que continuó atacando a Arzawa, y peleando en Siria para debilitar a Alepo.
Fue sucedido por Mursili I, su nieto, al que escogió entre todos sus descendientes por ser el único que no estaba implicado en algunas de las rebeliones nobiliarias contra el rey, según describe el propio Hattusili en su Testamento.